# Ofensiva do Kosovo
A Ofensiva do Kosovo ocorreu entre novembro e dezembro de 1915, com um poderoso ataque dos Potências Centrais contra a Sérvia na região do Kosovo.

## A Batalha
Os búlgaros lançaram uma grande ofensiva contra os exércitos sérvios que ainda resistiam ao avanço búlgaro, reunindo quase 500,000 soldados os búlgaros, austríacos e alemães promovem o ataque fatal contra as forças sérvias.
O Primeiro Exército Búlgaro marchou rumo à Pristina enfrentando tropas sérvias. Os sérvios não conseguiram deter o avanço do 1º Exército então recuaram para reunir forças em Gnjilane, onde lançaram um contra-ataque com intuito de se unirem às tropas anglo-francesas em Vranje e Kumanovo, entretanto os búlgaros conseguem repelir os sérvios e avançam conquistando Pristina em 24 de novembro. Apoiados pelo 11º Exército Alemão, os búlgaros rumam ao Norte e capturam Debar em 4 de dezembro.
O Marechal Radomir Putnik desiste de continuar o combate, então ordena uma retirada geral das tropas para a Albânia, em seguida a Sérvia assina a sua rendição.